# Tomari (Russia)
Tomari (in giapponese Tomarioru) è una cittadina della Russia asiatica, situata nell'Estremo Oriente Russo nell'Oblast' di Sachalin, sulla costa dello Stretto dei Tartari, 167 km a nordovest di Južno-Sachalinsk; è capoluogo del distretto omonimo.
Fondata nel 1870 con il nome di Tomarioru (nome di origine ainu), appartenne dal 1905 al 1945 all'Impero del Giappone; passò successivamente alla Russia, ottenendo nel 1946 lo status di città.

## Società

### Evoluzione demografica
Fonte: mojgorod.ru
- 1959: 9.900
- 1979: 7.800
- 1989: 8.100
- 2002: 5.338
- 2007: 4.800